# Heinrich Christian Michael von Stengel

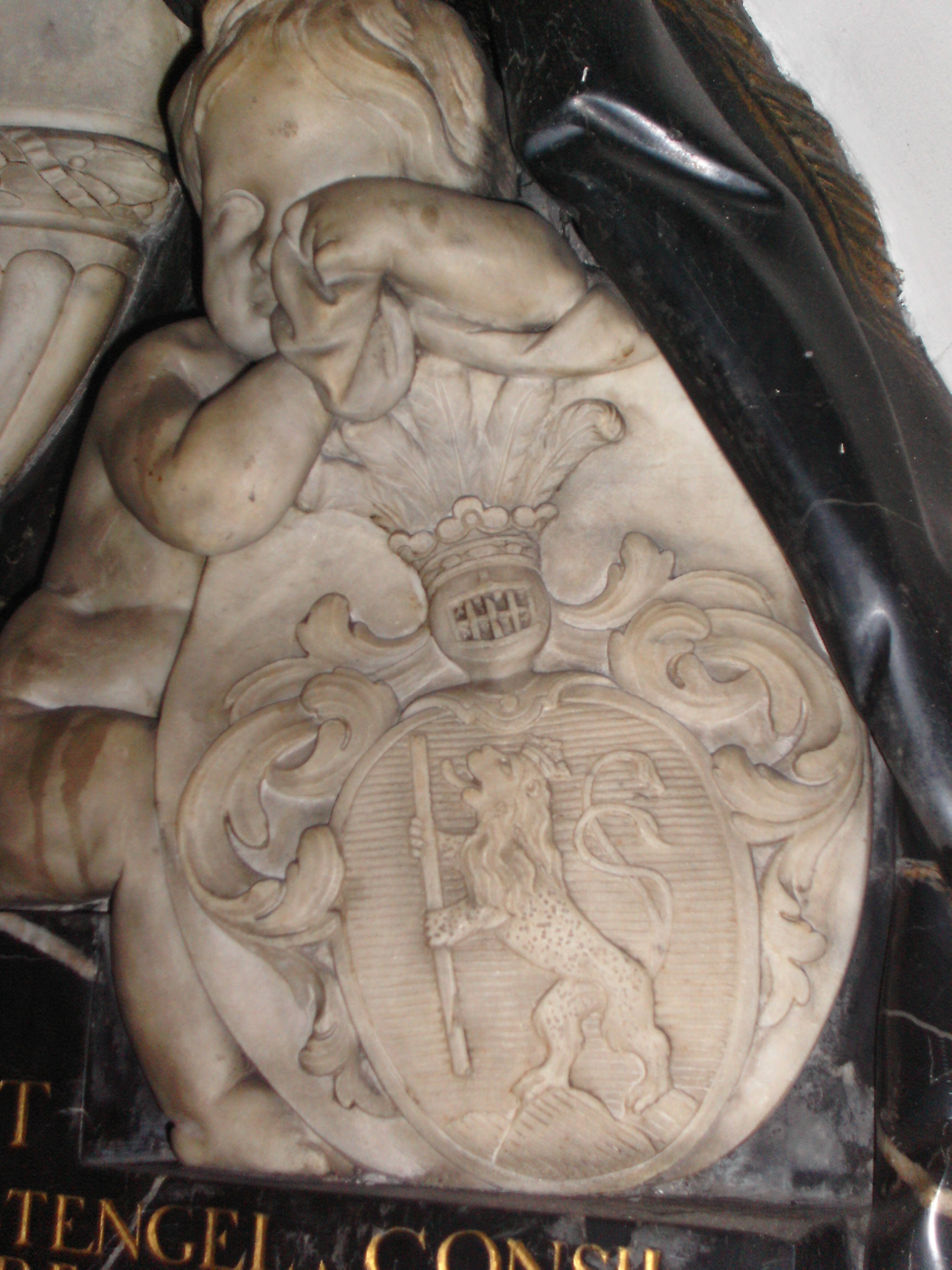
Wappen der Familie "von Stengel" (Löwe mit Stab/Stengel); Detail vom Epitaph der Großeltern und des Vaters, Mannheim, St. Sebastianskirche

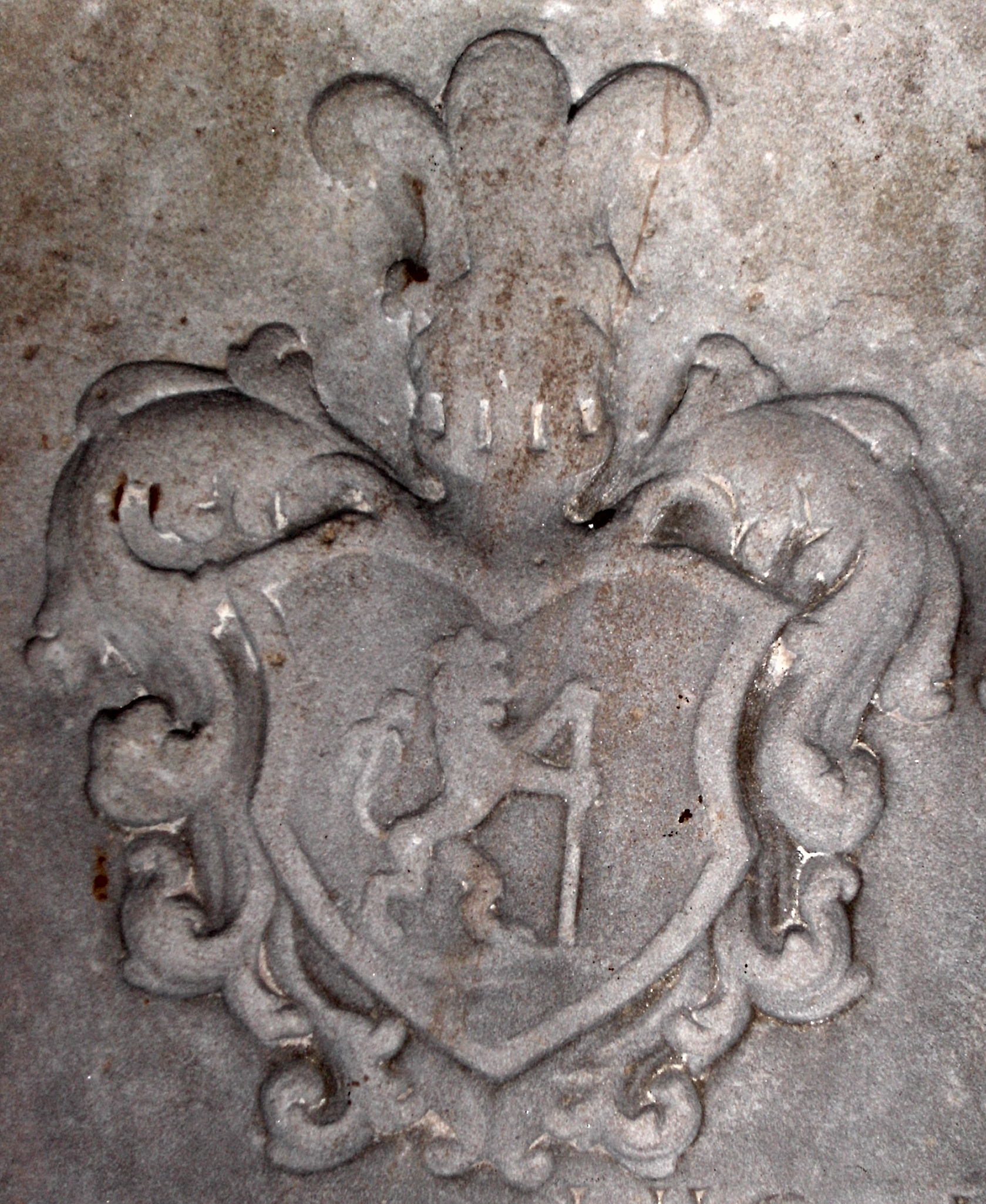
Variierendes Wappen der Familie "von Stengel"; Detail vom Grabstein der Mutter des Generals

Heinrich Christian Michael von Stengel (* 11. Mai 1744 in Neustadt an der Weinstraße; † 28. April 1796 in der Schlacht bei Mondovi, Italien) war ein von Napoleon Bonaparte geschätzter französischer General deutscher Herkunft.

## Leben
Heinrich Christian Michael von Stengel wurde als Sohn des kurpfälzischen Landschreibers Paul Heinrich Joseph Xaver von Stengel und dessen Ehefrau Maria Anna geb. Fischer in Neustadt an der Haardt (heute Neustadt an der Weinstraße) geboren. Beide Eltern starben früh (1747 bzw. 1754) und der Junge trat 1758, 14-jährig, in die kurpfälzische Armee seiner Heimat ein. Im Jahr seines Diensteintritts verstarb die Großmutter, 1759 auch der Großvater Franz Joseph Anton Stengel, der als wirklicher geheimer Staatsrat und Vizekanzler des Hubertusordens eine angesehene Hofstellung in Mannheim innehatte.
1760 wechselte er mit dem Dienstgrad eines Sous-lieutenant (den er bereits in der kurpfälzischen Armee erworben hatte) in das königlich französische Régiment d’Alsace und wurde am 1. Mai 1765 Lieutenant bei den Chamborant-Husaren (2e régiment de hussards). Am 11. Mai 1769 wurde Stengel zum Capitaine-commandant (Hauptmann) befördert und übernahm in dieser Funktion am 10. Januar 1779 die Versorgungskompanie seines Regiments. Am 9. September 1783 wurde er als Capitaine-commandant in das Régiment Colonel-Général hussards versetzt. Am 9. November 1785 wurde ihm der Orden eines Chevalier de l' Ordre de Saint-Michel verliehen. Am 20. Mai 1788 wurde er zum Chef d’escadron befördert. Am 15. Juni des gleichen Jahres erhielt er die Stellung eines Major (Regimentsverwalter) im Régiment de Chamborant Hussards; dort wurde er auch am 25. Juli 1791 zum Lieutenant-colonel befördert. Am 13. April 1792 wurde Stengel mit dem Rang eines Colonel zum Kommandanten des Régiment Lorraine dragons ernannt. Am 16. Mai 1792 wurde er schließlich Colonel des 1er régiment de hussards.
Seine Beförderung zum Maréchal de camp erfolgte am 13. September 1792 während er in der Armée du Nord diente. Hier zeichnete er sich in der Kanonade  bei Valmy unter General Charles Dumouriez aus, wo er die 2. Brigade der rechten Division befehligte.
Zum Jahresende befehligte er erfolgreich die französischen Truppen bei Mecheln und Voroux-lez-Liers, in den österreichischen Niederlanden, unterlag aber mit seinem Truppenkontingent den Österreichern im März 1793 bei Aldenhoven und wurde als Folge auch aus Aachen verdrängt. Wegen dieser Niederlage nahm man den General fest und stellte ihn vor ein Revolutionstribunal. Stengel wurde suspendiert und ging während der Gewaltherrschaft Robespierres in den vorläufigen Ruhestand. Als sich die Verhältnisse unter den Thermidorianern und dem Direktorium wieder zu normalisieren begannen, reaktivierte man den Offizier und er wurde mit Datum vom 1. März 1795 wieder in seinen Rang eingesetzt. Am 13. Juni erhielt er die Beförderung zum Général de division und er befehligte sodann als Kommandant die Kavallerie der französischen Italienarmee.

Tödliche Verwundung General Stengels in der Schlacht bei Mondovi, am 22. April 1796

Bei der Eroberung von Schloss und Gemeinde Lesegno und in der Schlacht bei Mondovi hatte sich General Stengel 1796 so ausgezeichnet betragen, dass sich Napoleon Jahre später auf St. Helena noch daran erinnerte. Zum allgemeinen Kriegsgeschehen und im Bezug auf den General gab der exilierte Kaiser folgende Schilderung ab:

„Die Armee ging über den Tanaro. Zum ersten Male befanden wir uns völlig in der Ebene und von nun an konnte uns die Cavalerie von einigem Nutzen seyn. Der General Stengel, welcher dieselbe kommandierte, ging bei Lezegno über die Cursaglia und durchstrich die Ebene. Der französische General Serrurier rückte den 22.sten über die Brücke von Torre vor und zog sich nach Mondovi. Colli hatte dort bereits einige Redouten angelegt und förmlich Stellung genommen. Noch an demselben Tage nahm Serrurier die Redoute von der Bieoque und entschied damit das Schicksal der Schlacht, welcher man den Namen der Schlacht von Mondovi gegeben hat. Der General Stengel hatte sich in der Ebene mit etwa tausend Mann zu weit entfernt und wurde von den Piemontesern, die doppelt so stark waren als er, angegriffen. Er traf alle Anstalten, die man nur von einem vollendeten General erwarten konnte und bewerkstelligte gerade seinen Rückzug gegen seine Verstärkungen, als er bei einem Angriff einen tödlichen Säbelstich bekam. Der General Stengel, ein Elsasser, war ein vortrefflicher Husarenoffizier; er hatte unter Dumourier in den nördlichen Feldzügen gedient, war gewandt, verständig, rasch; er vereinigte die Eigenschaften eines jungen Mannes mir jenen des hohen Alters; er war ein wahrer Vorpostengeneral. Zwei oder drei Tage vor seinem Tode war er der erste gewesen, der in Lezegno eindrang. Einige Stunden nach ihm kam dort der französische Obergeneral an und alles, was man auch zu wünschen hatte, war bereits vorhanden. Die Engpässe, die Furthen, waren schon untersucht, Fuhren bestellt, der Pfarrer, der Postmeister verhört, Einverständnisse mit den Einwohnern angeknüpft, Spione waren nach verschiedenen Richtungen hin ausgeschickt; die Briefe auf der Post in Beschlag genommen und diejenigen, woraus man nützliche Nachrichten ziehen konnte, übersetzt, erklärt; sogar alle Maßregeln waren genommen, um Magazine von Lebensmitteln zur Erfrischung der Truppen anzulegen. Zum Unglück hatte Stengel ein kurzes Gesicht, was beim Soldatendandwerk ein wesentlicher Fehler ist; dieser unselige Umstand verursachte seinen Tod.“

General Stengel erhielt beim Kampf in der Schlacht bei Mondovì, am 22. April 1796, einen tödlichen Stich, woran er am 28. April im Lazarett von Carassone (heute Ortsteil von Mondovì) starb; zuvor hatte man ihm noch den Arm amputiert. Er wurde dort auch in der Kirche San Giovanni in Lupazzanio auf der Epistelseite des Altares, also rechts davon, beigesetzt Napoleon übersandte seiner Familie ein eigenhändiges Kondolenzschreiben aus Piacenza, datiert vom 8. Mai 1796. Hierin schreibt er: „Ich hatte ihm eine unverbrüchliche Anhänglichkeit gewidmet; ich fühle daher ganz besonders einen lebhaften Schmerz über das Ereignis, welches Sie mit Trauer erfüllt.“

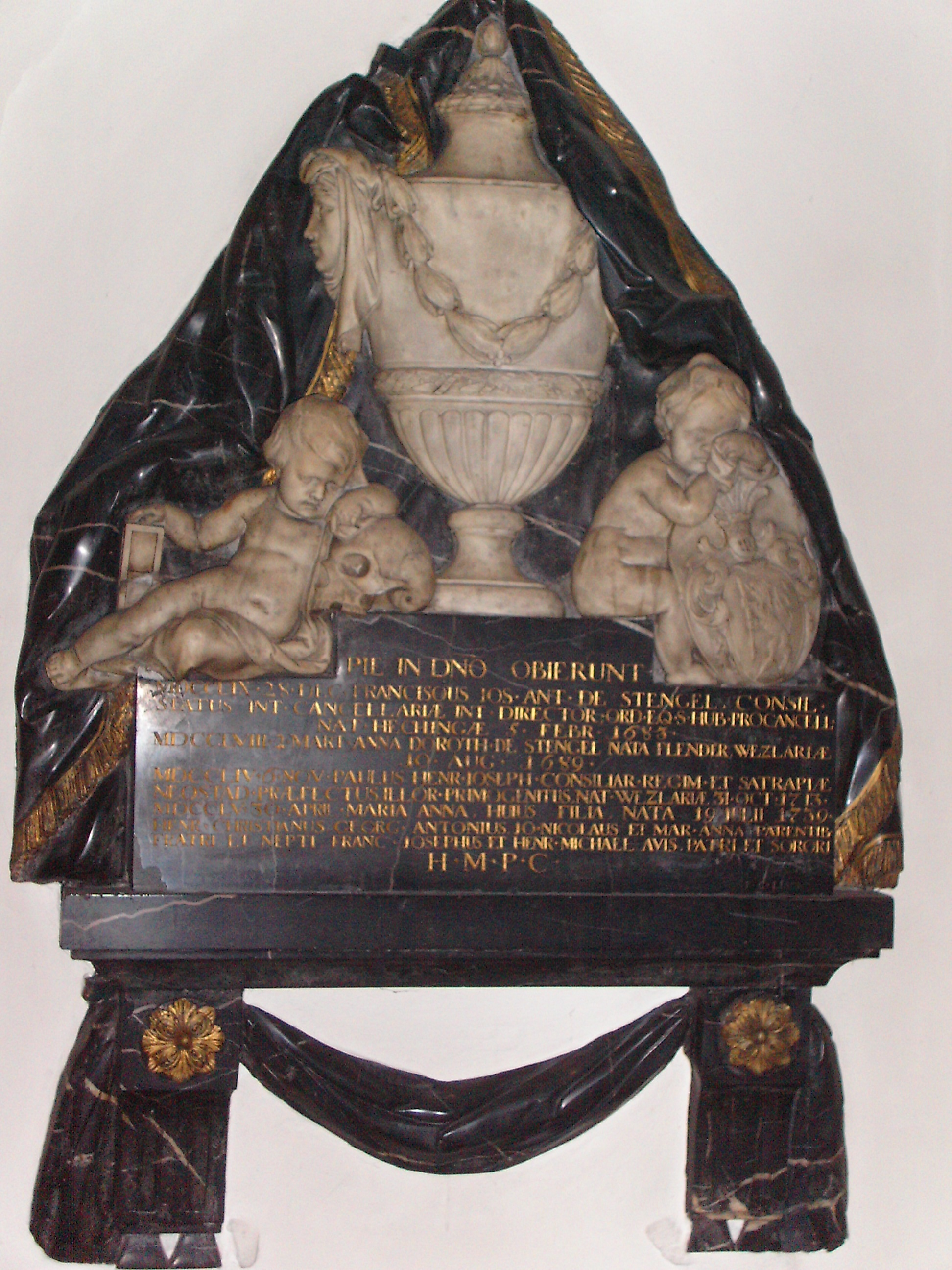
Der von Franz Conrad Linck geschaffene Epitaph des Vaters und der Großeltern, in der Mannheimer Sebastianskirche

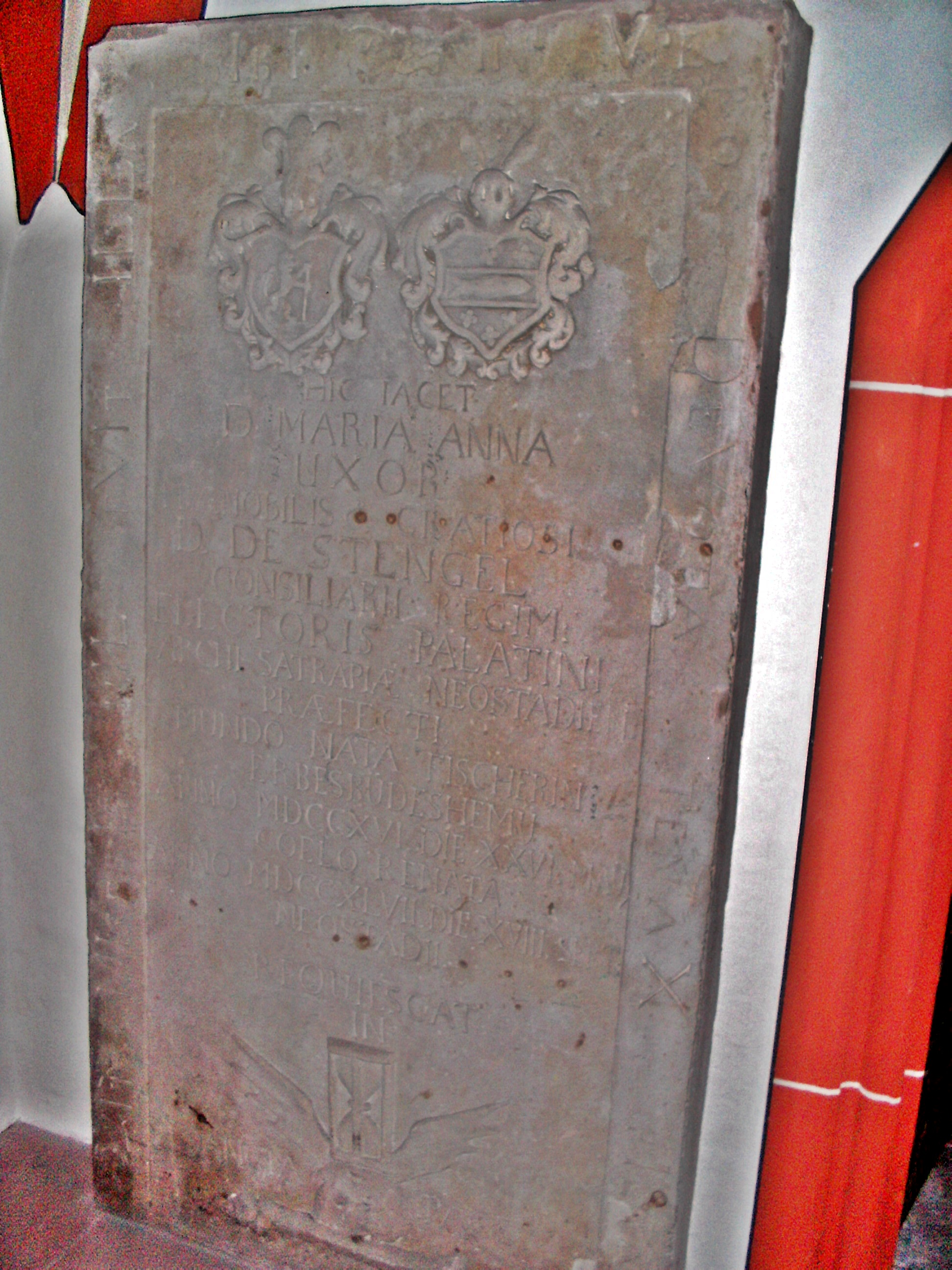
Grabstein der Mutter des Generals, Stiftskirche (Neustadt an der Weinstraße)

## Sonstiges
Maria Anna Fischer (1716–1747) aus Erbes-Büdesheim, die früh verstorbene Mutter des Generals, ist im katholischen Teil der Stiftskirche (Neustadt an der Weinstraße) begraben und ihr prachtvoller Epitaph mit dem Wappen der Familien Fischer und Stengel befindet sich links neben der Sakristeitür.
Der Vater Paul Heinrich Joseph von Stengel (1717–1754) ruht in der Pfarrkirche St. Sebastian in Mannheim, wo sein Name auf dem von Franz Conrad Linck geschaffenen Epitaph seiner Eltern vermerkt ist. Heinrich Christian Michael von Stengel ist darauf als einer der Stifter des Grabdenkmals aufgeführt.
Zur Familie siehe auch: Die Herren von Stengel